# NGC 5881
NGC 5881 est une galaxie spirale située dans la constellation du Dragon. Sa vitesse par rapport au fond diffus cosmologique est de 6 631 ± 26 km/s, ce qui correspond à une distance de Hubble de 97,8 ± 6,9 Mpc (∼319 millions d'al). NGC 5881 a été découverte par l'astronome germano-britannique William Herschel en 1789. Cette galaxie a aussi été observée par l'astronome américain Lewis Swift le 22 juin 1889 et elle a été inscrite à l'Index Catalogue sous la cote IC 1100.
NGC 5881 renferme des régions d'hydrogène ionisé.

## Supernova
La supernova SN 2011br a été découverte dans NGC 5881 le 9 avril 2011 par M. Mason, K. Lin, S. B. Cenko, W. Li et A. V. Filippenko dans le cadre du programme conjoint LOSS/KAIT (Lick Observatory Supernova Search de l'observatoire Lick et The Katzman Automatic Imaging Telescope de l'université de Californie à Berkeley. Cette supernova était de type Ib.